# Pristimantis katoptroides
Espèce
Synonymes
- Eleutherodactylus katoptroides Flores, 1988

Statut de conservation UICN

 LC  : Préoccupation mineure
Pristimantis katoptroides est une espèce d'amphibiens de la famille des Craugastoridae.

## Répartition
Cette espèce est endémique d'Équateur. Elle se rencontre à Puyo dans la province de Pastaza entre 1 000 et 1 050 m et dans le parc national Podocarpus dans la province de Loja à environ 2 700 m d'altitude.

## Publication originale
- Flores, 1988 : Two new species of Ecuadorian Eleutherodactylus (Leptodactylidae) of the E. crucifer assembly. Journal of Herpetology, vol. 22, no 1, p. 34-41.